# Euandroblatta kabaka
Euandroblatta kabaka är en kackerlacksart som beskrevs av Rehn, J. A. G. 1937. Euandroblatta kabaka ingår i släktet Euandroblatta och familjen småkackerlackor.
Artens utbredningsområde är Uganda. Inga underarter finns listade i Catalogue of Life.